# Ладное (Харьковская область)
Ладное (укр. Ладне) — село в Лукашевском сельском совете Близнюковского района Харьковской области Украины.
Код КОАТУУ — 6320684008. Население по переписи 2001 года составляет 29 (17/12 м/ж) человек.
Население составляет ~10 человек(2025)

## Географическое положение
Село Ладное находится в одном километре от села Лукашовка, примыкает к селу Дмитровка.
Село пересекает балка Волчья, по которой протекает пересыхающий ручей, на котором есть запруда.

## История
- 1915 год — дата основания села.

## Экономика
- В селе есть молочно-товарная ферма.